# Лепрекон возвращается
«Лепрекон возвращается» (англ. Leprechaun Returns) — американский фильм ужасов 2018 года режиссёра Стивена Костански, являющийся прямым продолжением оригинального фильма 1993 года. Премьера картины состоялась 11 декабря 2018 года.

## Сюжет
С того момента как лепрекон был убит, прошло 25 лет. Дом с колодцем стал собственностью университета. Одно из университетских сестринств решает его отремонтировать, чтобы сделать своим штабом. Новый член сестринства, Лила, во снах видит Лепрекона. Не удивительно, ведь у Оззи осталась одна монетка, а на шее Лилы висит вторая, доставшаяся от матери умершей год назад. А Лила так похожа на свою мать, Тори, бывшую владелицу дома.

## В ролях
| Актёр                    | Роль                     |
| ------------------------ | ------------------------ |
| Линден Порко             | Лепрекон                 |
| Тейлор Спрейтлер         | Лила                     |
| Пепи Сонуга              | Кэти                     |
| Сай Беннетт              | Роуз                     |
| Марк Холтон              | Оззи                     |
| Бен Макгрегор            | Энди                     |
| Леон Клайнгман           | университетский советник |
| Эмили Рид                | Мередит                  |
| Хизер Макдональд         | Тори Рединг              |
| Оливер Ллевелин Дженкинс | Мэтт                     |
| Пит Спирос               | почтальон                |